# Ananca phthisica
Ananca phthisica là một loài bọ cánh cứng trong họ Oedemeridae. Loài này được Ritsema miêu tả khoa học năm 1875.